# Harry Potter i Komnata Tajemnic (gra komputerowa)
Harry Potter i Komnata Tajemnic (ang. Harry Potter and the Chamber of Secrets) – komputerowa gra akcji wyprodukowana i wydana w 2002 przez Electronic Arts. Jest oparta na filmie i książce J.K Rowling o tym samym tytule. Jest to kontynuacja gry Harry Potter i Kamień Filozoficzny.

## Rozgrywka

### Wersja PC
Gra rozpoczyna się krótkim intro, prezentującym początek historii. Rozgrywka zaczyna się w momencie uderzenia samochodu rodziców Rona Weasleya w bijącą wierzbę. Gra nie jest podzielona na poziomy. Harry trafia na teren Hogwartu i pozostaje tam do końca gry. Wyjątkiem jest Zakazany Las, znajdujący się nieopodal. Wraz z rozwojem rozgrywki trzeba wykonywać wszystkie zadania w wyznaczonej kolejności. Zazwyczaj wykonuje się je na określonym obszarze, którego nie można opuścić do osiągnięcia celu.
Pomiędzy zadaniami można zwiedzać Hogwart, którego architektura została mocno uproszczona, co jest ułatwieniem dla najmłodszych graczy. Można wtedy zbierać Fasolki wszystkich smaków Bertiego Botta, które pozwalają na kupno różnych przedmiotów u niektórych uczniów uczestniczących w projekcie Gospodarki Fasolkowej, wymyślonej przez Freda i George’a Weasleyów. Są to m.in. Brązowe Karty Czarodziejów, które sprawiają, że po zebraniu dziesięciu z pięćdziesięciu długość paska energii wzrasta. Karty innego typu, srebrne, znajdują się w różnych miejscach w liczbie czterdziestu. Gdy zbierze się wszystkie, można przystąpić do wyzwania Złotych Kart, których jest jedenaście w jednej wielopokojowej sali. Na jedenastej karcie znajduje się sam Harry Potter. Autorzy dodali do gry możliwość rozegrania sześciu meczów Quidditcha, które zostały uproszczone do konieczności złapania znicza i spowodowania utraty przytomności u drugiego szukającego. Można także rozgrywać pojedynki czarodziejów. Gra zawiera także dodatkową przygodę w sypialni chłopców w salonie Gryffindoru.

### Wersja PS
Gra Zaczyna się w Norze (w Domu Weasleyów). Każde zaklęcie rzuca się jednym przyciskiem (w zależności od obiektu). Gra nie jest podzielona na poziomy.

### Wersja PS2
Gra zaczyna się podczas wizyty Harry’ego w Domu Weasleyów, gdzie przypomina on sobie podstawy czarowania, po czym odwiedza ulicę Pokątną. Gra podzielona jest na poziomy, określane tutaj jako dni, w trakcie których gracz ma wykonać określone zadania.